# Маурегато
Маурегато (исп. Mauregato; умер в 789) — король Астурии с 783 года, незаконнорожденный сын короля Альфонсо I.

## Биография

### Происхождение
Имя матери Маурегато в документах не упоминается, хотя в некоторых поздних источниках указывают, что её звали Сисальда. Она была мусульманской рабыней, принявшей христианство. Король Альфонсо I сделал её своей наложницей. От этой связи и родился Маурегато.

### Правление
В 783 году умер король Астурии Сило. Его вдова, Адозинда, добилась избрания королём своего племянника Альфонсо. Однако Альфонсо был ещё слишком молод и неопытен, этим воспользовался Маурегато. Он захватил трон, получив в этом помощь не только от астурийских феодалов, но и от эмира Кордовы Абд ар-Рахмана I. В обмен на это Маурегато обязался выплачивать маврам ежегодную дань. Альфонсо же со своими единомышленниками бежал в Алаву, где жили родственники его матери.
Маурегато продолжил союзническую политику предшественников к Кордовскому эмирату и покровительствовал бракам между мусульманскими и христианскими семействами.
Ко времени правления Маурегато относится начало церковного раскола, связанного с распространением с 784 года адопцианской ереси, приверженцем которой был архиепископ Толедо Элипанд, в церковном подчинении которого находились и астурийские земли. Для борьбы с ересью епископ Осмы Этерий (Эферий) Бемский и аббат Беат Лиебанский, яростно выступавшие против адопцианства, объявили о выходе Астурийской церкви из подчинения Толедской архиепархии.
Согласно хроникам, Маурегато правил 5 лет и 6 месяцев и умер в 789 году. Его тело похоронили в церкви Сан Хуан де Сантианес де Правиа.
Преемником Маурегато был избран Бермудо I, брат короля Аурелио.

### Брак и дети
В документе, датированном 30 декабря 983 годом, сообщается что Маурегато был женат на Креусе. Однако этот документ сохранился только в копии XII века и факт брака современными историками подвергается сомнению. Ребёнком от данного предполагаемого брака в документе указывается один сын:
- Герменгильд (ум. после 783)